# Velodromo Paolo Borsellino
Velodromo Paolo Borsellino – wielofunkcyjny stadion w Palermo, we Włoszech. Został otwarty 2 lutego 1991 roku. Obiekt posiada boisko otoczone 400-metrowym, betonowym torem kolarskim oraz trybuny, zachodnią (zadaszoną) oraz wschodnią, mogące pomieścić 12 000 widzów.
Stadion został zaprojektowany w 1988 roku przez Rocco Abbate i Marcello Ariciego. Budowa rozpoczęła się w roku 1989. Koszt budowy wyniósł 17,25 mld L. Welodrom powstał ze środków z funduszu przeznaczonego na organizację piłkarskich Mistrzostw Świata 1990. Otwarcie areny, w trakcie którego rozegrano zawody z udziałem wielu znanych kolarzy, miało miejsce 2 lutego 1991 roku. Pierwotnie stadion znany był jako „Velodromo San Gabriele”, w maju 1994 roku otrzymał imię Paolo Borsellino. W początkowym okresie po otwarciu obiekt nie był używany, ale w 1994 roku odbyły się na nim 91. Mistrzostwa Świata w kolarstwie torowym. W 1997 roku był on jedną z aren XIX Letniej Uniwersjady, a w roku 1999 rozegrano na nim wszystkie spotkania pierwszych w historii mistrzostw świata w futbolu amerykańskim. Boisko stadionu wykorzystywane było przez lokalne kluby piłkarskie, rugby oraz futbolu amerykańskiego, odbywały się na nim też inne imrezy sportowe i pozasportowe, m.in. koncerty. Od 2014 roku obiekt jednak jest opuszczony i niszczeje, padł on też ofiarą wandalizmów i kradzieży.